# Drohne (Stemwede)
Drohne ist ein Ortsteil der Gemeinde Stemwede im nordrhein-westfälischen Kreis Minden-Lübbecke. Hier leben rund 500 Menschen. Drohne verfügt über eine Reithalle und einen Reitplatz.
Der Ort hat eine geschlossene Ortslage und liegt an der Grenze zu Bohmte in Niedersachsen. Er war Preisträger im Wettbewerb „Unser Dorf soll schöner werden“.
Das  Schützenfest wird jährlich am zweiten Juliwochenende gefeiert, und am darauffolgenden Montag wird der so genannte Tompeten, ein alter westfälischer Reigentanz, aufgeführt.

## Geschichte
Eine Schule wurde vermutlich 1701 gegründet, indem Daniel Henrich Adam Meyer aus Drohne als Schulmeister im Ort angenommen wurde.
Drohne gehörte bis zur Franzosenzeit zur Vogtei Stemwederberg im Amt Rahden des Fürstentums Minden. Von 1807 bis 1810 gehörte der Ort zum Kanton Levern des napoleonischen Satellitenstaats Königreich Westphalen. Von 1811 bis 1813 gehörte Drohne unmittelbar zu Frankreich und dort zur Mairie Dielingen im Arrondissement Minden des Departements der Oberen Ems. 1816 kam der Ort zum neuen Kreis Rahden, aus dem 1832 der Kreis Lübbecke wurde. Bis zum 31. Dezember 1972 bildete Drohne eine Gemeinde im Amt Dielingen bzw. seit 1936 im Amt Dielingen-Wehdem des Kreises Lübbecke. Aufgrund des Bielefeld-Gesetzes erfolgte am 1. Januar 1973 der Zusammenschluss mit zwölf anderen Gemeinden zur neuen Gemeinde Stemwede.

## Verkehr
An der durch Drohne führenden Bahnstrecke Wanne-Eickel–Hamburg liegt der Betriebsbahnhof Drohne der als Ausweichbahnhof für die viel befahrene Hauptstrecke dient. Personenverkehr findet nicht statt.
Die nächsten Anschlussstellen sind Melle-Ost an der A 30 und der Übergang in die B 51 / B 65 an der A 33.